# Waschhaus (Thorigny-sur-Marne)

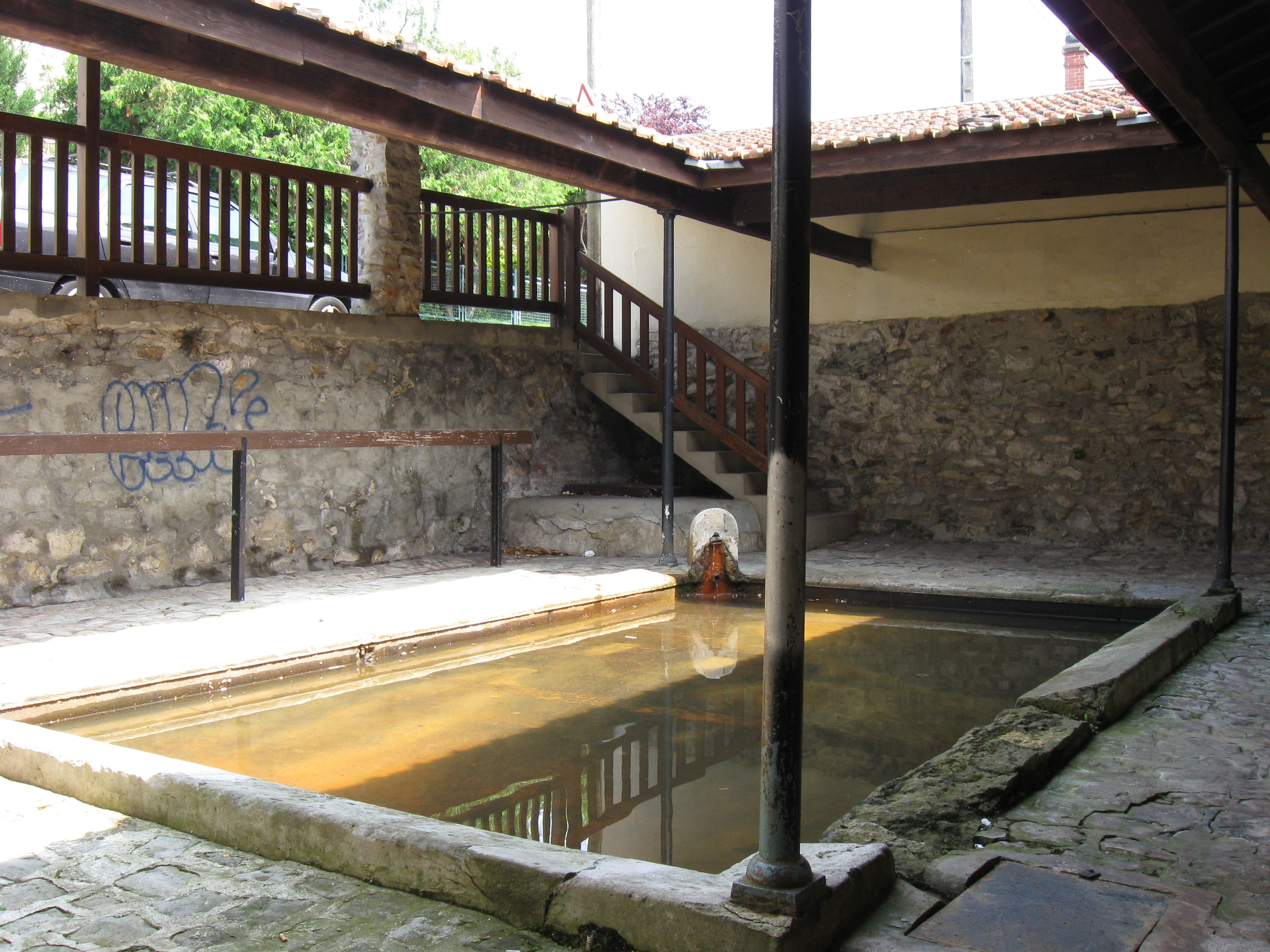
Waschhaus in Thorigny-sur-Marne

Das Waschhaus (französisch lavoir) in Thorigny-sur-Marne, einer französischen Gemeinde im Département Seine-et-Marne in der Region Île-de-France, wurde 1868 errichtet. 
Das öffentliche Waschhaus aus Bruchsteinmauerwerk und mit Pultdächern befindet sich in der Rue des Fontaines.
In den Sommermonaten finden Konzerte im Gebäude statt.